# Monumento a Tom Mboya
El Monumento a Tom Mboya (en inglés: Tom Mboya Monument) esta a lo largo de la avenida Moi de Nairobi, Kenia. Fue erigido en 2011 en honor a Tom Mboya, un ministro de Kenia, que fue asesinado en 1969. De pie a unos veinte metros de donde Tom Mboya fue asesinado, el monumento es uno de los últimos en el llamado "Nairobi CDB". La estatua de Tom Mboya es bastante alta y se sitúa a no menos de diez metros del nivel del suelo. Y con apenas un mínimo de seis meses desde su inauguración, la ubicación del monumento ha demostrado ser una de los puntos más populares disponibles en la actualidad en el Nairobi CDB.